# Vannecourt
Vannecourt település Franciaországban, Moselle megyében. Lakosainak száma 69 fő (2022. január 1.). Vannecourt Burlioncourt, Château-Bréhain, Dalhain, Fonteny, Oron, Puttigny és Vaxy községekkel határos.

## Népesség
A település népessége az elmúlt években az alábbi módon változott:
| Lakosok száma | 92   | 85   | 81   | 79   | 77   | 74   | 73   | 71   | 69   |
|               | 2013 | 2015 | 2016 | 2017 | 2018 | 2019 | 2020 | 2021 | 2022 |